# Anthony Huguet
Anthony Huguet (ur. 22 stycznia 1973 w Annecy) – australijski narciarz alpejski, uczestnik Zimowych Igrzysk Olimpijskich 1994 w Lillehammer.

## Osiągnięcia

### Igrzyska olimpijskie
| Miejsce | Dzień     | Rok  | Miejscowość | Konkurencja | Czas biegu  | Strata  | Zwycięzca       |
| ------- | --------- | ---- | ----------- | ----------- | ----------- | ------- | --------------- |
| 37.     | 17 lutego | 1994 | Lillehammer | Supergigant | 1:37,44 min | +4,91 s | Markus Wasmeier |
| DNF2    | 23 lutego | 1994 | Lillehammer | Gigant      | -           | -       | Markus Wasmeier |

### Mistrzostwa świata juniorów
| Miejsce | Dzień       | Rok  | Miejscowość | Konkurencja | Czas biegu  | Strata  | Zwycięzca         |
| ------- | ----------- | ---- | ----------- | ----------- | ----------- | ------- | ----------------- |
| 26.     | 11 kwietnia | 1991 | Geilo       | Zjazd       | 1:07,86 min | +2,38 s | Ivan Bormolini    |
| 18.     | 12 kwietnia | 1991 | Geilo       | Gigant      | 2:06,09 min | +1,45 s | Massimo Zucchelli |
| 19.     | 14 kwietnia | 1991 | Geilo       | Slalom      | 1:37,49 min | +4,20 s | Casey Puckett     |
| 9.      | 14 kwietnia | 1991 | Geilo       | Kombinacja  | ?           | ?       | Bruno Kernen      |